# Сущёво (Новгородская область)
Сущёво — деревня в Шимском районе Новгородской области в составе Подгощского сельского поселения.

## География
Находится в западной части Новгородской области на расстоянии приблизительно 6 км на юго-восток по прямой от районного центра поселка Шимск.

## История
На карте 1840 года была обозначена как поселение с 21 двором. В 1909 году здесь (деревня Старорусского уезда Новгородской губернии) было учтено 37 дворов

## Население
Численность населения: 212 человек (1909 год), 3 (русские 100 %) в 2002 году, 3 в 2010.